# Diócesis de Apucarana
La diócesis de Apucarana (en latín: Dioecesis Apucaranensis y en portugués: Diocese de Apucarana) es una circunscripción eclesiástica de la Iglesia católica en Brasil. Se trata de una diócesis latina, sufragánea de la arquidiócesis de Londrina. Desde el 12 de diciembre de 2018 su obispo es Carlos José de Oliveira.

## Territorio y organización
La diócesis tiene 9326 km² y extiende su jurisdicción sobre los fieles católicos de rito latino residentes en 36 municipios del estado de Paraná: Apucarana, Ângulo, Arapongas, Arapuã, Ariranha do Ivaí, Astorga, Borrazópolis, Cafeara, Califórnia, Cambira, Colorado, Cruzmaltina, Faxinal, Flórida, Godoy Moreira, Grandes Rios, Guaraci, Iguaraçu, Itaguajé, Ivaiporã, Jardim Alegre, Lidianópolis, Lobato, Lunardelli, Marilândia do Sul, Mauá da Serra, Munhoz de Melo, Nossa Senhora das Graças, Novo Itacolomi, Pitangueiras, Rio Bom, Sabáudia, Santa Fé, Santa Inês, Santo Inácio y São João do Ivaí.
La sede de la diócesis se encuentra en la ciudad de Apucarana, en donde se halla la Catedral de Nuestra Señora de Lourdes.
En 2020 en la diócesis existían 64 parroquias agrupadas en 6 decanatos: Norte, Centro-Norte, Apucarana, Centro, Centro-Sur y Sud.

## Historia
La diócesis fue erigida el 28 de noviembre de 1964 con la bula Munus apostolicum del papa Pablo VI, obteniendo el territorio de las diócesis de Campo Mourão y Londrina (hoy arquidiócesis).
Originalmente sufragánea de la arquidiócesis de Curitiba, el 31 de octubre de 1970 pasó a formar parte de la provincia eclesiástica de la arquidiócesis de Londrina.

## Estadísticas
Según el Anuario Pontificio 2021 la diócesis tenía a fines de 2020 un total de 375 800 fieles bautizados.
| Año                                                                             | Población            | Población | Población      | Sacerdotes | Sacerdotes    | Sacerdotes    | Bautizados por sacerdote | Diáconos permanentes | Religiosos | Religiosos | Parroquias |
| Año                                                                             | Bautizados católicos | Total     | % de católicos | Total      | Clero secular | Clero regular | Bautizados por sacerdote | Diáconos permanentes | Varones    | Mujeres    | Parroquias |
| ------------------------------------------------------------------------------- | -------------------- | --------- | -------------- | ---------- | ------------- | ------------- | ------------------------ | -------------------- | ---------- | ---------- | ---------- |
| 1966                                                                            | 560 000              | 600 000   | 93.3           | 37         | 8             | 29            | 15 135                   |                      | 37         | 78         | 28         |
| 1970                                                                            | 564 000              | 600 000   | 94.0           | 66         | 35            | 31            | 8545                     | 1                    | 45         | 10         | 40         |
| 1976                                                                            | 580 000              | 620 000   | 93.5           | 54         | 35            | 19            | 10 740                   | 20                   | 19         | 99         | 51         |
| 1980                                                                            | 630 000              | 710 000   | 88.7           | 43         | 27            | 16            | 14 651                   | 47                   | 16         | 94         | 64         |
| 1990                                                                            | 424 000              | 492 000   | 86.2           | 49         | 38            | 11            | 8653                     | 69                   | 12         | 65         | 59         |
| 1999                                                                            | 503 000              | 572 000   | 87.9           | 57         | 45            | 12            | 8824                     | 69                   | 12         | 82         | 61         |
| 2000                                                                            | 398 800              | 465 000   | 85.8           | 63         | 50            | 13            | 6330                     | 70                   | 13         | 82         | 61         |
| 2001                                                                            | 410 000              | 465 000   | 88.2           | 72         | 60            | 12            | 5694                     | 70                   | 12         | 86         | 62         |
| 2002                                                                            | 410 000              | 465 000   | 88.2           | 65         | 53            | 12            | 6307                     | 61                   | 12         | 86         | 62         |
| 2003                                                                            | 398 800              | 465 000   | 85.8           | 66         | 57            | 9             | 6042                     | 67                   | 9          | 86         | 62         |
| 2004                                                                            | 398 800              | 465 800   | 85.6           | 67         | 58            | 9             | 5952                     | 67                   | 9          | 89         | 62         |
| 2006                                                                            | 366 020              | 476 000   | 76.9           | 71         | 60            | 11            | 5155                     | 74                   | 11         | 87         | 60         |
| 2012                                                                            | 390 000              | 515 000   | 75.7           | 80         | 72            | 8             | 4875                     | 74                   | 8          | 47         | 62         |
| 2015                                                                            | 399 000              | 527 000   | 75.7           | 81         | 73            | 8             | 4925                     | 103                  | 8          | 54         | 64         |
| 2018                                                                            | 409 090              | 540 250   | 75.7           | 95         | 84            | 11            | 4306                     | 108                  | 15         | 54         | 64         |
| 2020                                                                            | 375 800              | 504 400   | 74.5           | 85         | 78            | 7             | 4421                     | 104                  | 8          | 30         | 64         |
| Fuente: Catholic-Hierarchy, que a su vez toma los datos del Anuario Pontificio. |                      |           |                |            |               |               |                          |                      |            |            |            |

## Episcopologio
- Romeu Alberti † (22 de febrero de 1965-3 de junio de 1982 nombrado obispo de Ribeirão Preto)
- Domingos Gabriel Wisniewski, C.M. † (17 de mayo de 1983-2 de febrero de 2005 retirado)
- Luiz Vicente Bernetti, O.A.D. † (2 de febrero de 2005-8 de julio de 2009 retirado)
- Celso Antônio Marchiori (8 de julio de 2009-13 de diciembre de 2017 nombrado obispo de São José dos Pinhais)
- Carlos José de Oliveira, desde el 12 de diciembre de 2018